# Louis de Loczy
Louis de Loczy (Budapeste, 5 de junho de 1897 - Rio de Janeiro, 9 de junho de 1980) foi um geólogo húngaro naturalizado brasileiro
Era filho de Lajos Lóczy, provavelmente o mais famoso geologista húngaro. Louis fez estudos superiores em Zurique e Lausanne, obteve o doutorado em 1919 e no ano seguinte passou a trabalhar para o Instituto Geológico Húngaro. Foi contratado em 1922 pela gigante petrolífera Shell, fazendo prospecções geológicas em muitos países. Em 1926 sucedeu ao pai na cátedra de Geologia em Budapeste, e no mesmo ano casou-se com Madelene Gomperz, que lhe daria um filho, Louis Neto. Em 1933 assumiu a presidência do Instituto Geológico. Como professor formou muitos geólogos e como profissional contribuiu para a descoberta de jazidas de petróleo, carvão, bauxita, ferro e manganês, além de colaborar em projetos de irrigação e de construção de represas.
Depois da II Guerra Mundial passou a trabalhar como consultor do Instituto de Pesquisas do Subsolo, órgão do governo grego, fazendo prospecção de petróleo na Trácia e no Épiro. Em 1951 assumiu trabalhos para os governos do Paraguai e do Brasil. Com a criação da Petrobras, passou a ser colaborador permanente, realizando pesquisas geológicas no Paraná e Santa Catarina. Durante a Revolução Húngara de 1956, ocorrida quando estava fora do país, foi intimado a retornar sob pena de perder a cidadania e ter seus bens confiscados. Não chegou tomar conhecimento da intimação, e de fato veio a perder seus direitos. Encerrado seu contrato na Petrobras em 1958, empregou-se na companhia petrolífera nacional do Irã, passando também a dar aulas na Universidade de Teerã. Neste ínterim, recebeu a cidadania brasileira e foi requisitado pela Universidade Federal do Rio de Janeiro para lecionar Geologia Estrutural, não havendo na época ninguém no país qualificado para ministrar a disciplina. Permaneceu na UFRJ até se aposentar em 1974, quando recebeu homenagens pelas suas relevantes contribuições.
Foi membro de diversas sociedades científicas nacionais e estrangeiras, como a Sociedade Brasileira de Geologia, a  Sociedade Brasileira de Paleontologia, a Academia Brasileira de Ciências, e academias de ciências de Budapeste, Stuttgart e Helsinqui. Deixou grande obra publicada, destacando-se importantes trabalhos sobre as bacias paleozoicas brasileiras, e contribuiu para a elaboração do Mapa Tectônico da América do Sul. Segundo o professor e pesquisador José Raymundo Ramos, a contribuição que deu à geologia brasileira foi "importantíssima", fazendo parte de um reduzido grupo de especialistas contratados pelo Departamento Nacional de Produção Mineral que a partir dos anos 1950 deram um grande impulso às pesquisas, produziram bibliografia em português antes inexistente, e foram pedras basilares da "catedral da Geologia" nacional. Em parceria com Eduardo Antônio Ladeira escreveu Geologia Estrutural e Introdução à Geotectônica, publicado em 1976, que se tornou uma referência na bibliografia nacional neste campo. Seu nome batiza uma rua em Petrópolis.